# Abu Thabit II
Vous pouvez aider à l'améliorer ou bien discuter des problèmes sur sa page de discussion.
- Certaines informations devraient être mieux reliées aux sources mentionnées dans la bibliographie ou les liens externes. Améliorez sa vérifiabilité en les associant par des références. (Marqué depuis février 2025)
- Les conventions bibliographiques ne sont pas respectées. La bibliographie et les liens externes sont à corriger. (Marqué depuis février 2025)
- Il n’est pas rédigé dans un style encyclopédique. (Marqué depuis février 2025)
- La traduction doit être revue. Le contenu est difficilement compréhensible à cause d’erreurs de traduction, peut-être dues à l’utilisation d’un logiciel de traduction automatique. (Marqué depuis février 2025)

Abu Thabit II était le fils aîné d'Abû Tâshfîn II . Il monta sur le trône après la mort de son père, mais ne régna que quarante jours.

## Biographie
Selon les chroniqueurs, c'était un homme très instruit et bien élevé, doté de grandes qualités morales et très respecté, qui a démontré de bonnes compétences dans la gouvernance de l'État dans le peu de temps qui lui a été alloué. Six semaines après son accession au trône, son oncle Abu El Hadjajdj I fit irruption dans sa chambre avec des soldats et tua le souverain, se proclamant nouvel émir.

## Crédit d'auteurs
- (ru) Cet article est partiellement ou en totalité issu de l’article de Wikipédia en russe intitulé « Абу Табид II » (voir la liste des auteurs).